# Bresolettes
Bresolettes és un municipi francès situat al departament de l'Orne i a la regió de Normandia. L'any 2007 tenia 18 habitants.

## Demografia

### Població
El 2007 la població de fet de Bresolettes era de 18 persones. Hi havia 8 famílies de les quals 4 eren unipersonals (4 dones vivint soles i 4 dones vivint soles) i 4 famílies monoparentals amb fills.
La població ha evolucionat segons el següent gràfic:
Habitants censats

### Habitatges
El 2007 hi havia 25 habitatges, 10 eren l'habitatge principal de la família, 10 eren segones residències i 5 estaven desocupats. Tots els 25 habitatges eren cases. Dels 10 habitatges principals, 5 estaven ocupats pels seus propietaris i 5 estaven llogats i ocupats pels llogaters; 4 tenien tres cambres, 3 en tenien quatre i 3 en tenien cinc o més. 9 habitatges disposaven pel capbaix d'una plaça de pàrquing. A 6 habitatges hi havia un automòbil i a 4 n'hi havia dos o més.

### Piràmide de població
La piràmide de població per edats i sexe el 2009 era:
| Homes | Edats   | Dones |
| ----- | ------- | ----- |
| 0     | 95 o +  | 0     |
| 0     | 90 a 94 | 0     |
| 0     | 85 a 89 | 0     |
| 0     | 80 a 84 | 0     |
| 0     | 75 a 79 | 0     |
| 4     | 70 a 74 | 0     |
| 0     | 65 a 69 | 0     |
| 0     | 60 a 64 | 0     |
| 0     | 55 a 59 | 4     |
| 0     | 50 a 54 | 0     |
| 0     | 45 a 49 | 0     |
| 0     | 40 a 44 | 0     |
| 0     | 35 a 39 | 0     |
| 4     | 30 a 34 | 0     |
| 0     | 25 a 29 | 0     |
| 0     | 20 a 24 | 0     |
| 0     | 15 a 19 | 0     |
| 0     | 10 a 14 | 0     |
| 0     | 5 a 9   | 0     |
| 0     | 0 a 4   | 0     |

## Economia
El 2007 la població en edat de treballar era de 14 persones, 8 eren actives i 6 eren inactives. Les 8 persones actives estaven ocupades(6 homes i 2 dones).. De les 6 persones inactives 2 estaven jubilades, 3 estaven estudiant i 1 estava classificada com a «altres inactius».
Activitats econòmiques
L'únic establiment que hi havia el 2007 era d'una empresa de comerç i reparació d'automòbils.
L'any 2000 a Bresolettes hi havia 4 explotacions agrícoles.

## Poblacions més properes
El següent diagrama mostra les poblacions més properes.